# Pomorzany (województwo mazowieckie)
Pomorzany (dawniej wariantowo Głodna Wólka) – wieś w Polsce położona w województwie mazowieckim, w powiecie radomskim, w gminie Wierzbica. Ma status sołectwa.
| SIMC    | Nazwa        | Rodzaj    |
| ------- | ------------ | --------- |
| 0641093 | Głodna Wólka | część wsi |

Były wsią klasztoru cystersów wąchockich w województwie sandomierskim w ostatniej ćwierci XVI wieku. W latach 1975–1998 miejscowość położona była w województwie radomskim. 1 stycznia 2003 roku częścią wsi Pomorzany stał się ówczesny przysiółek Głodna Wólka.
Wierni Kościoła rzymskokatolickiego należą do parafii Matki Boskiej Królowej Polski w Łączanach lub do parafii św. Stanisława w Wierzbicy (od nr 53).